# Liste der indischen Hochkommissare im Vereinigten Königreich

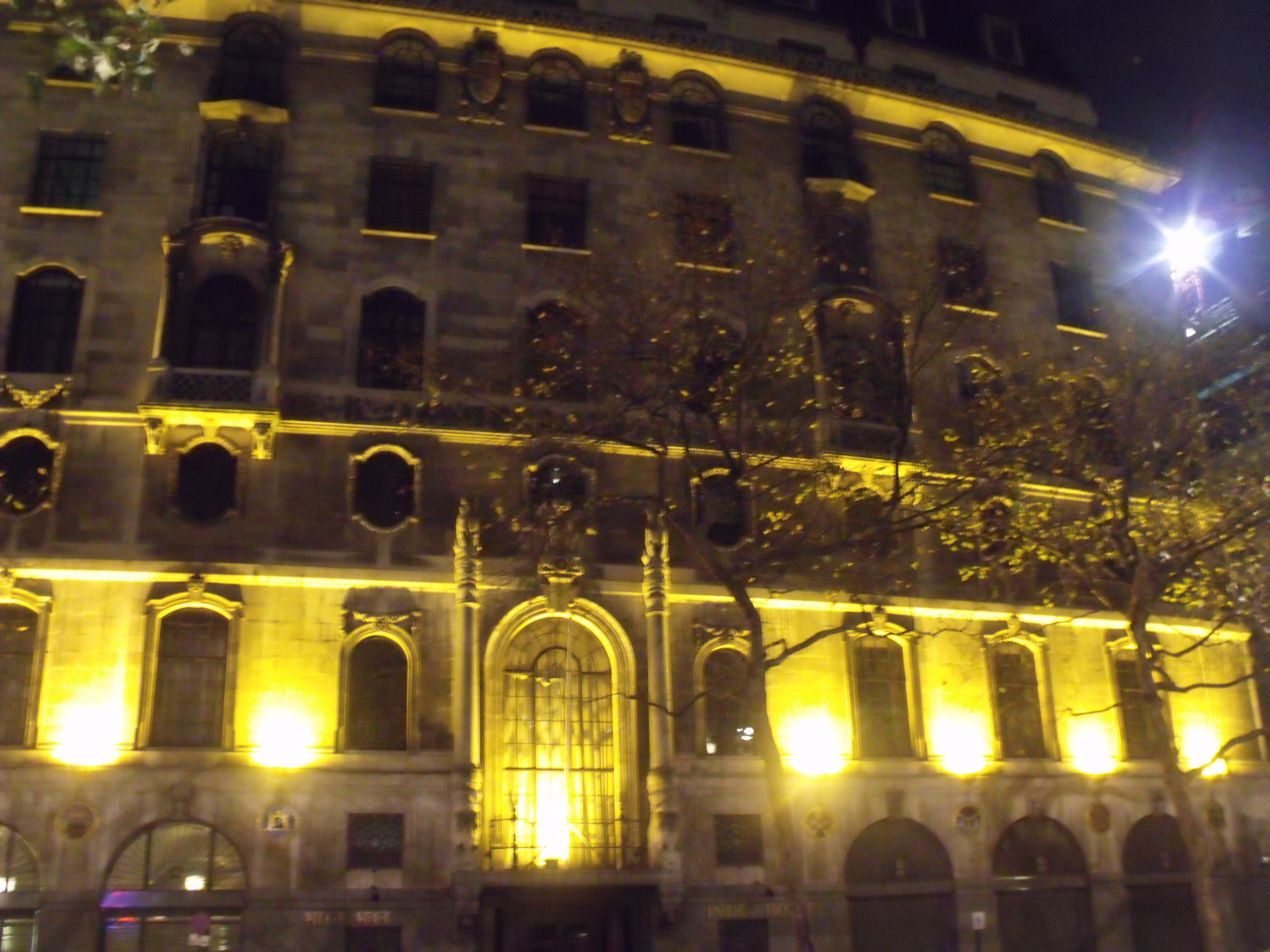
Das India House in London, Amtssitz des Indischen Hochkommissars und Botschaftsgebäude

Die Liste der indischen Hochkommissare in London verzeichnet sämtliche seit 1920 ernannten Hochkommissare des Commonwealth, die Indien als Auslandsvertretung gegenüber dem Vereinigten Königreich vertreten.
Der Indische Hochkommissar steht der High Commission of India in London vor, früher auch High Commission for India, eine andere Form für den Hochkommissar lautet Indian High Commissioner to the United Kingdom.

## Rechtsgrundlage
Der  Government of India Act 1919 (9 & 10 Geo. 5 c. 101) ließ zu, dass ein in London lebender High Commissioner den Generalgouverneur und Vizekönig von Indien bei der britischen Regierung vertritt.
Erneuert wurde die Rechtsgrundlage für die indische Auslandsvertretung in London durch den Government of India Act 1935 (26  GEo. 5. CH. 2) im Paragrafen 302.

## Amtssitz
Der Amtssitz ist das India House in Aldwych, einer Straße im Osten der City of Westminster in London. Anfänglich waren vier Häuser angemietet worden. Das Botschaftsgebäude India House wurde neu in einem historischen Stil auf Veranlassung aus dem Jahr 1925 durch den Hochkommissar Sir Atul Chandra Chatterjee von dem Architekten Sir Herbert Baker erbaut und am 8. Juli 1930 durch König Georg V. eröffnet.
Botschaftsabteilungen

Das India House beherbergt auch das dem Hochkommissar unterstellte Indische Konsulat für den Publikumsverkehr. Die Kulturabteilung der indischen Botschaft befindet sich im 1992 eröffneten Nehru Centre.

## Namensverzeichnis
| Ernannt       | Leiter der Auslandsvertretung | ernannt von                                           | während der Regierung von | Posten verlassen | Bemerkungen |
| ------------- | ----------------------------- | ----------------------------------------------------- | ------------------------- | ---------------- | --- |
| 13. Aug. 1920 | William Stevenson Meyer       | Frederic Thesiger, 1. Viscount Chelmsford             | David Lloyd George        | 1922             | (* 30. Juli 1860 in Bombay; † 19. Oktober 1922 in London)                                                                   |
| 1922          | J. W. Bhore                   | Rufus Isaacs, 1. Marquess of Reading                  | David Lloyd George        | 1923             | Bhore verblieb nur sechs Monate im Amt                                                                                      |
| 1923          | Dadiba Dalal                  | Rufus Isaacs, 1. Marquess of Reading                  | Stanley Baldwin           | 1924             | (* 12. Dezember 1870) |
| 1925          | Atul Chandra Chatterjee       | Victor Bulwer-Lytton, 2. Earl of Lytton               | Stanley Baldwin           | 1931             | [ 7 ] |
| 1931          | Bhupendra Nath Mitra          | Freeman Freeman-Thomas, 1. Earl of Willingdon         | Stanley Baldwin           | 1936             | (* Oktober 1875 in Calcutta; † 25. Februar 1937)                                                                            |
| 1936          | Feroz Khan Noon               | Victor Alexander John Hope, 2. Marquess of Linlithgow | Stanley Baldwin           | 1941             | |
| 10. Juni 1943 | Samuel Ebenezer Runganadhan   | Archibald Wavell, 1. Earl Wavell                      | Winston Churchill         | 1947             | (* 30. Dezember 1877 in Madras), auch: Diwan Bahadur Samuel Ebenezer Ranganathan                                            |
| 1947          | V. K. Krishna Menon           | Jawaharlal Nehru                                      | Winston Churchill         | 1952             | erster Hochkommissar nach der Unabhängigkeit; verwickelt in den Jeep scandal case, dem großen Korruptionsskandal von 1948   |
| 1952          | B. G. Kher                    | Jawaharlal Nehru                                      | Winston Churchill         | 1954             | Balasaheb Gangadhar Kher (* 1888; † 1957)                                                                                   |
| 1954          | Manilal Jagdish Desai         | Jawaharlal Nehru                                      | Winston Churchill         | 1954             | amtierend; (* 1904) |
| 1954          | Vijaya Lakshmi Pandit         | Jawaharlal Nehru                                      | Winston Churchill         | 1962             | |
| Apr. 1962     | Mahommedali Currim Chagla     | Jawaharlal Nehru                                      | Harold Macmillan          | Sep. 1963        | 1958–1961: Botschafter in Washington, D.C.; ab 1963 indischer Erziehungsminister                                            |
| 1968          | Shanti Swaroop Dhavan         | Indira Gandhi                                         | Harold Wilson             | 1969             | |
| 1969          | Apasaheb Balasaheb Pant       | Indira Gandhi                                         | Harold Wilson             | 1972             | (* 1918) |
| 1972          | Maharaja Krishna Rasgotra     | Indira Gandhi                                         | Edward Heath              | 1973             | |
| 1973          | Braj Kumar Nehru              | Indira Gandhi                                         | Edward Heath              | 1977             | |
| 1977          | Narayan Ganesh Gore           | Morarji Desai                                         | James Callaghan           | 1979             | (* 1907; † 1. Mai 1993) |
| 8. Sep. 1980  | V. A. Seyid Muhammad          | Indira Gandhi                                         | Margaret Thatcher         |                  | (* 1923 Kerala) |
| 1985          | P. C. Alexander               | Rajiv Gandhi                                          | Margaret Thatcher         | 1988             | Padinjarethalakal Cherian Alexander (* 20. März 1921; † 10. August 2011 in Chennai)                                         |
| 1990          | Kuldip Nayar                  | Chandra Shekhar                                       | John Major                | 1991             | |
| 1991          | Laxmi Mall Singhvi            | P. V. Narasimha Rao                                   | John Major                | 1997             | |
| 1996          | Lalit Mansingh                | H. D. Deve Gowda                                      | John Major                | 1999             | |
| 10. Dez. 1997 | Salman Haidar                 | Inder Kumar Gujral                                    | Tony Blair                |                  | [ 12 ] |
| 1997          | Lalit Mansingh                | Inder Kumar Gujral                                    | Tony Blair                | 1999             | |
| 2001          | Hardeep Singh Puri            | Atal Bihari Vajpayee                                  | Tony Blair                | 2002             | Deputy High Commissioner to the UK                                                                                          |
| Mai 2002      | Ronen Sen                     | Atal Bihari Vajpayee                                  | Tony Blair                | Apr. 2004        | Ranendra „Ronen“ Sen (* 1944) war zuvor indischer Botschafter in Deutschland, danach Botschafter in den Vereinigten Staaten |
| 2004          | Kamalesh Sharma               | Manmohan Singh                                        | Tony Blair                | 2008             | |
| 2008          | Shivshankar Mukherji          | Manmohan Singh                                        | Gordon Brown              |                  | |
| 2010          | Nalin Surie                   | Manmohan Singh                                        | David Cameron             |                  | [ 13 ] |
| 27. Feb. 2012 | Jaimini Bhagwati              | Manmohan Singh                                        | David Cameron             | aktuell          | [ 14 ] |